# Provinz Abuná
Abuná ist eine Provinz im nördlichen zentralen Teil des Departamento Pando im Tiefland des südamerikanischen Anden-Staates Bolivien. Die Provinz trägt ihren Namen nach dem Fluss Río Abuná, dem Grenzfluss zum Nachbarland Brasilien.

## Lage
Die Provinz ist eine von fünf Provinzen im Departamento Pando. Sie grenzt im Norden an die Republik Brasilien, im Nordwesten und Westen an die Provinz Nicolás Suárez, im Süden an die Provinz Manuripi, und im Osten an die Provinz Federico Román.
Sie erstreckt sich zwischen 9° 53' und 11° 06' südlicher Breite und 66° 27' und 67° 42' westlicher Länge, ihre Länge von Osten nach Westen beträgt 350 km, ihre Breite von Norden nach Süden zwischen 120 und 250 Kilometer.

## Bevölkerung
Die Einwohnerzahl der Provinz Abuná ist in den vergangenen drei Jahrzehnten auf das Doppelte angestiegen:
| Jahr | Einwohner | Quelle       |
| ---- | --------- | ------------ |
| 1992 | 2 652     | Volkszählung |
| 2001 | 2 996     | Volkszählung |
| 2012 | 4 049     | Volkszählung |
| 2024 | 5 439     | Volkszählung |

45,4 Prozent der Bevölkerung sind jünger als 15 Jahre. (2001)
Der Alphabetisierungsgrad in der Provinz beträgt 47,4 Prozent. (2001)
52,3 Prozent der Bevölkerung sprechen Spanisch, 2,8 Prozent Aymara, 2,0 Prozent Quechua, und 52,8 Prozent andere Sprachen. (1992)
87,6 Prozent der Bevölkerung haben keinen Zugang zu Elektrizität, 83,6 Prozent leben ohne sanitäre Einrichtung. (1992)
83,5 Prozent der Einwohner sind katholisch, 15,4 Prozent sind evangelisch. (1992)

## Gliederung
Die Provinz Abuná gliederte sich bei der Volkszählung von 2024 in die folgenden beiden Verwaltungsbezirke (bolivianisch „Municipios“):
- Municipio Santa Rosa del Abuná (4.440 km²) im westlichen Teil der Provinz – 2.855 Einwohner – 0,64 Einwohner/km²
- Municipio Ingavi (Humaitá) (5.227 km²) im östlichen Teil der Provinz – 2.584 Einwohner – 0,49 Einwohner/km²

## Ortschaften in der Provinz Abuná
- Municipio Santa Rosa del Abuná
  - Santa Rosa del Abuná 232 Einw.

- Municipio Ingavi
  - Humaitá 554 Einw. – Ingavi 386 Einw.